# Aboutaleb Talebi
Aboutaleb Talebi (n. 10 aprilie 1945, Marand, Provincia Azarbaidjanul de Est, Iran – d. 21 iulie 2008, Teheran, Iran) a fost un luptător ce a reprezentat Iran, medaliat olimpic. A participat la o ediție a Jocurilor Olimpice (1968) în care a câștigat o medalie de bronz.

## Participări
Lista de mai jos prezintă principalele competiții la care a participat Aboutaleb Talebi de-a lungul carierei.
- wrestling at the 1968 Summer Olympics – men's freestyle 57 kg[*]